# Remigia mundana
Remigia mundana är en fjärilsart som beskrevs av Embrik Strand 1917. Remigia mundana ingår i släktet Remigia och familjen nattflyn. Inga underarter finns listade.